# Người Pà Thẻn

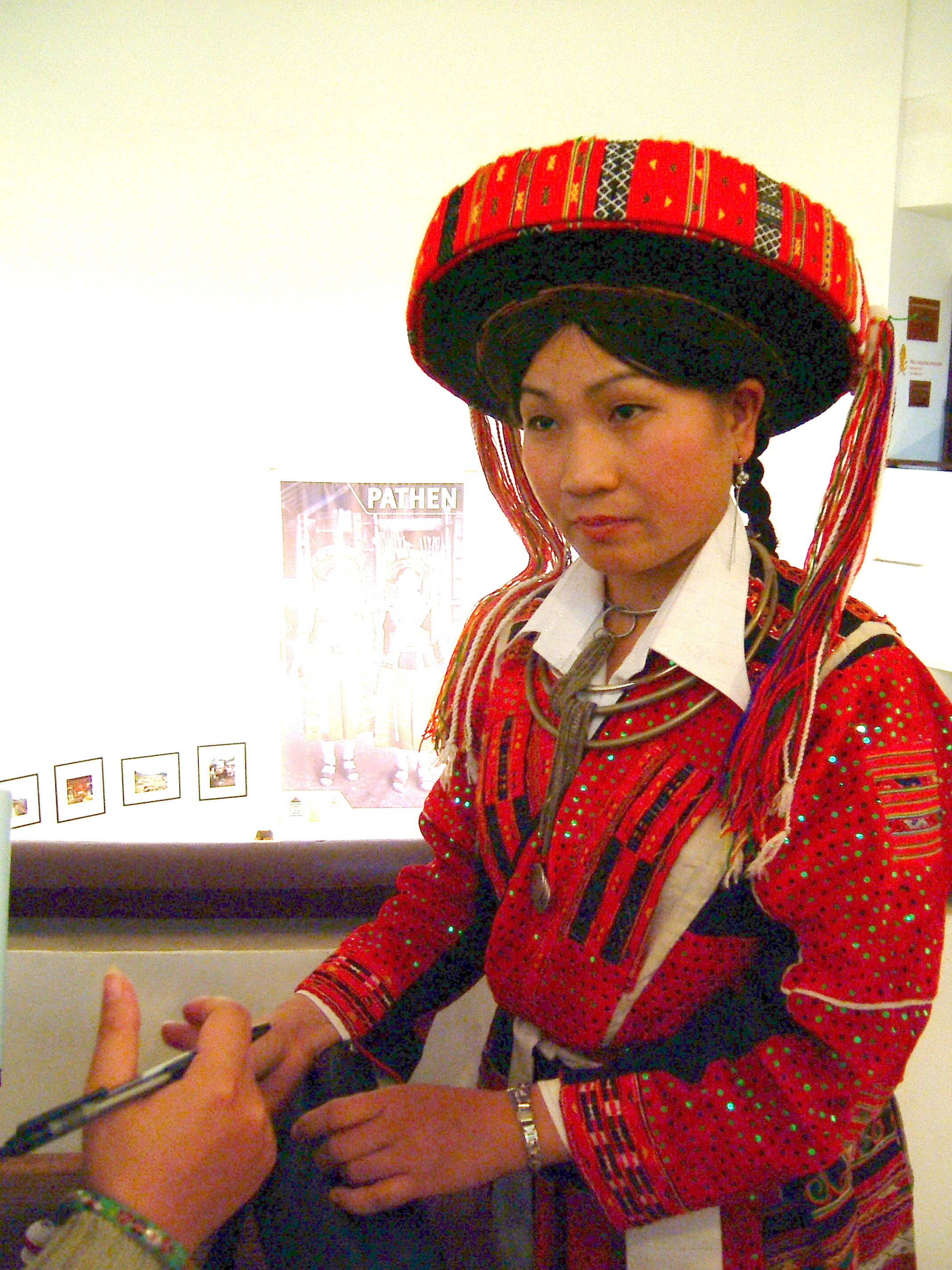
Trang phục nữ dân tộc Pà Thẻn

Người Pà Thẻn hay Pá Hưng, còn viết là Pạ Hung, là một dân tộc trong số 54 dân tộc tại Việt Nam. Tại Trung Quốc, người Pá Hưng không được xếp vào dân tộc riêng mà được coi là một nhánh của người Miêu.
Người Pà Thẻn tự gọi mình là "Pạ Humg" nghĩa là "Tám vị anh hùng" hay gọi là "Bát Hùng" của "Tám dòng họ(Xìn(Sìn) phát âm "Cạ Cumg hoặc Cạ Sợ", Làn "Cạ Lan", Ván(Vắn) "Cạ Tè", Hủng(Húng) "Cạ Hũmg", Lừu(Lìu, Liều) "Cạ Lioo", Phù "Cạ Bôz", Tẩn "Cạ Tíи" và Tải(Tái) "Cạ Tơ".

## Ngôn ngữ
Tiếng Pà Thẻn thuộc Hệ ngôn ngữ H'Mông- Dao.

## Dân số và địa bàn cư trú
Dân số người Pà Thẻn theo tổng điều tra dân số năm 2019 là 8.248 người , sống tập trung tại một số xã như Xã Tân Bắc (thôn My Bắc, thôn Nậm O, thôn Nậm Sú, thôn Nậm Khảm); xã Tân Trịnh (thôn Tả Ngảo, thôn Mác Thượng); xã Yên Thành (thôn Pà vầy sủ, thôn Đồng Tiến, thôn Thượng Sơn); xã Yên Bình (thôn Hạ Sơn, thôn Thượng Bình); xã Tân Nam (thôn Khâu Làng); xã Xuân Minh (thôn Lùng Lý) thuộc huyện Quang Bình và xã Tân Lập (thôn Minh Thượng và thôn Minh Hạ); xã Hữu Sản thuộc huyện Bắc Quang của tỉnh Hà Giang và tỉnh Tuyên Quang.
Theo Tổng điều tra dân số và nhà ở năm 2009, người Pà Thẻn ở Việt Nam có dân số 6.811 người, có mặt tại 32 trên tổng số 63 tỉnh, thành phố. Người Pà Thẻn cư trú tập trung tại các tỉnh: 
Hà Giang (5.771 người, chiếm 84,7% tổng số người Pà Thẻn tại Việt Nam), 
Tuyên Quang (877 người), 
Đồng Nai (27 người), 
Thái Nguyên (25 người), 
Hà Nội (20 người)...
Theo số liệu Tổng điều tra dân số và nhà ở ngày 01 tháng 4 năm 2019, người Pà Thẻn có 8.248 người, trong đó số người ở thành thị là 865 người, số người ở nông thôn là 7.383 người. Người Pà Thẻn cư trú chủ yếu là khu vực Trung du và miền núi phía Bắc với 7.856 người, địa bàn tỉnh Hà Giang có 6.502 người, tỉnh Tuyên Quang có 1.258 người, tỉnh Bắc Ninh là 183 người, Hà Nội là 28 người.

## Đặc điểm kinh tế
Người Pà Thẻn sống chủ yếu bằng nghề trồng lúa nước, làm nương, rẫy, chè Shan tuyết. Lúa, ngô là cây lương thực chính.
Về dịch vụ: phát triển du lịch sinh thái kết hợp văn hóa cộng đồng tại địa phương, Làng văn hóa du lịch cộng đồng Pà thẻn tại thôn My Bắc, du lịch sinh thái tại thôn Minh Hạ xã Tân Lập, huyện Bắc Quang.

## Tổ chức cộng đồng
Các bản của người Pà Thẻn thường tập trung ven suối, thung Lũng hoặc triền núi thấp. Có làng đông tới 150-250 nóc nhà.

## Hôn nhân gia đình
Dân tộc Pà Thẻn có nhiều dòng họ. Những người cùng họ coi nhau như những người thân thích có chung một tổ tiên, không được lấy nhau. Người Pà Thẻn có tục ở rể tạm thời, nếu gia đình không có con trai mới lấy rể về ở hẳn. Người ở rể phải thờ ma họ vợ, con cái theo họ bố nhưng thờ họ vợ.

## Văn hóa
Sinh hoạt văn hóa dân gian của dân tộc Pà Thẻn khá phong phú, thể hiện qua kho tàng truyện cổ tích, các làn điệu dân ca, hát ru, các điệu nhảy múa, các loại nhạc cụ (khèn bè, đàn tầy nhậy, sáo trúc...).

## Nhà cửa
Nhà ở của người Pà Thẻn có ba loại: nhà sàn, nhà nền, nhà đất và nhà nửa sàn nửa đất.

## Trang phục
Có đặc điểm tộc người đậm nét khác phong cách các dân tộc cùng nhóm ngôn ngữ hay khu vực. 
Cái độc đáo của trang phục Pà thẻn là ở trang phục nữ, được biểu hiện ở lối tạo dáng áo dài, cách dùng màu và lối mặc, tạo nên một phong cách riêng.
- Trang phục nam:

Nam thường mặc áo quần màu chàm. Đó là loại áo cánh ngắn xẻ ngực, quần lá tọa, giống phong cách trang phục các dân tộc Tày,...
- Trang phục nữ:

Phụ nữ Pà thẻn đội khăn màu chàm quấn thành nhiều vòng trên đầu. Đó là lối đội khăn chữ nhất quấn thành mái xòe rộng như mũ, hoặc lối đội khăn hình chữ nhân giản đơn hơn cũng tạo thành mái nhơ ra hai bên mang tai. Áo có hai loại cơ bản là áo ngắn và áo dài. Áo ngắn xẻ ngực, cổ thấp, màu chàm, cổ làm liền với hai vạt trước. Áo này thường mặc với váy rộng nhiều nếp gấp, màu chàm. Áo dài là loại xẻ ngực, có thể gọi là áo lửng, cổ thấp liền hai vạt trước, khi mặc vạt phải đè chéo lên vạt trái, phía dưới của vạt phải nhọn xuống tạo thành vạt chính của thân trước. Ông tay và toàn bộ thân áo được trang trí với lối dùng màu nóng sặc sỡ. Áo này mặc với váy hở dệt thuê hoa văn đa dạng (hình thập ngoặc, hình quả trám...). Giữa eo thân áo được thắt dây lưng là loại được dệt thuê hoa văn. Phụ nữ ưa mang nhiều đồ trang sức vòng cổ, vòng tay,... Cùng với áo và váy, phụ nữ có a thứ (vừa giống cái yếm vừa giống tạp dề). Nó được mang như mang tạp dề nhưng không có công dụng như tạp dề. Màu sắc chủ yếu trên phụ nữ là đỏ, đen, trắng. Hoa văn chủ yếu được tạo ra bằng dệt.